# Benzen Dewar
Benzenul Dewar (IUPAC: biciclo[2.2.0]hexa-2,5-dienă) este un compus organic biciclic cu formula chimică C6H6. Compusul poartă numele lui James Dewar, care a inclus această structură într-o listă de posibile structuri pentru formula  C6H6, în 1869. Cu toate acestea, el nu a propus-o ca structură a benzenului și, de fapt, a susținut structura corectă propusă anterior de August Kekulé în 1865.

## Obținere
Compusul în sine a fost sintetizat pentru prima dată în 1962 ca derivat de terț-butil și apoi ca compus nesubstituit de către Eugene van Tamelen în 1963, prin fotoliza derivatului cis-1,2-dihidro al anhidridei ftalice urmată de oxidare cu tetraacetat de plumb: